# Microporus nigrita
Microporus nigrita (Syn.: Aethus nigritus), auch Schwarze Sand-Erdwanze genannt, ist eine Wanze aus der Familie der Erdwanzen (Cydnidae).

## Merkmale
Die Wanzen werden 4,1 bis 5,2 Millimeter lang und sind dunkel kastanienbraun bis glänzend schwarz gefärbt, wobei der Körper meist etwas heller gesäumt ist. Die Membranen der Hemielytren sind gelblich gefärbt, die Beine sind rotbraun. Am Kopf tragen die Tiere vorne zwei Dörnchen, der Kopf und auch das Pronotum sind mit Borsten gesäumt.

## Verbreitung und Lebensweise
Die Art ist in der Paläarktis verbreitet und kommt vom Mittelmeerraum bis in den Süden Skandinaviens und östlich bis China und in die Orientalis vor. In Deutschland und Österreich tritt die Art nur zerstreut auf und ist im Norden und Westen seltener als Byrsinus flavicornis, im Osten häufiger. Besiedelt werden sandige Lebensräume, wo sich die Wanzen unter Pflanzenpolstern und nicht selten auch knapp unter der Oberfläche vergraben aufhalten. Man kann sie auch beim Umherlaufen auf sandigen Wegen beobachten. Nachts fliegen sie künstliche Lichtquellen an. Die Lebensweise der Art unterscheidet sich kaum von der von Byrsinus flavicornis. Sie saugen an den Wurzeln von Gräsern.
Die Art wurde nach Nordamerika eingeschleppt. 1977 wurde die Art erstmals im US-Bundesstaat Delaware nachgewiesen.

## Belege